# Germán Gaitán
Germán Encarnación Gaitán fue un futbolista argentino. Se desempeñó como mediocampista y jugó profesionalmente, entre otros equipos, en Central Córdoba de Rosario y Rosario Central.

## Carrera
Inició su carrera a la par del comienzo de la era profesional del fútbol argentino. En 1931 vistió la casaca de Provincial, club de la Asociación Rosarina de Fútbol, entidad en la que jugaban los cuadros rosarinos con sus primeros equipos ante la imposibilidad de hacerlo en la Primera División de la Liga Argentina de Football. En el cuadro rojo jugó hasta 1934, alternando un préstamo en Central Córdoba de Rosario a principios de ese año. El cuadro charrúa se encontraba disputando las instancias finales de la Copa Beccar Varela 1933 y partir de la lesión de uno de sus futbolistas, Félix Ibarra, incorporó a Gaitán a sus filas. El Loro disputó el encuentro final ante Racing Club, jugado el 11 de febrero de 1934, el cual fue suspendido a los 88 minutos cuando el marcador se encontraba igualado en dos tantos y el árbitro Sobreira había pitado un penal a favor de los rosarinos. Los futbolistas de Racing protestaron airadamente el fallo durante varios minutos, lo que motivó la suspensión del cotejo por parte del colegiado. Días después la Liga Argentina de Football le confirió el título a Central Córdoba.

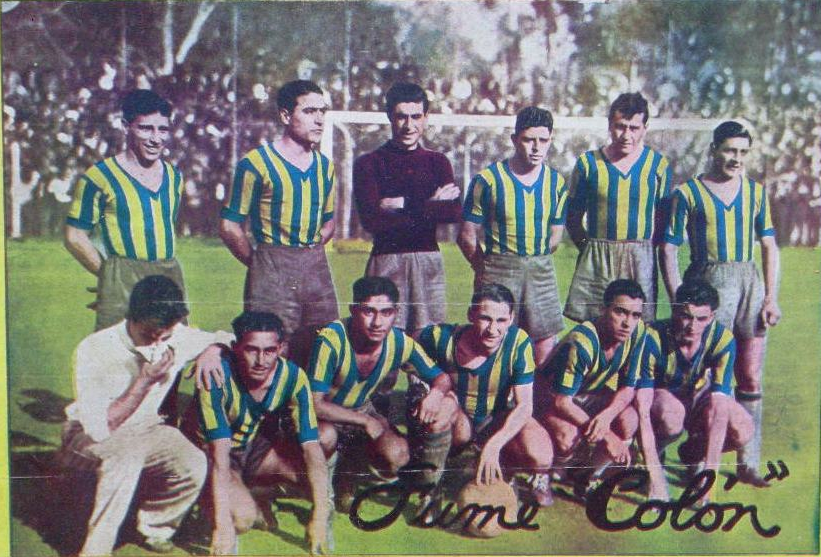
Rosario Central 1937. Parados: Rafael Luongo, Justo Lescano, Pedro Aráiz, Ignacio Díaz, Germán Gaitán, Alberto Espeche; hincados: Rosario Gómez, Ricardo Cisterna, Benjamín Laterza, Salvador Laporta, Aníbal Maffei.

Sus buenas actuaciones colaboraron para ser contratado por Rosario Central. El equipo canalla había tenido un inicio errático en la era profesional, pero para 1935 comenzó a recuperar la supremacía en el fútbol rosarino. El debut de Gaitán defendiendo los colores auriazules se produjo el 7 de abril de 1935, cuando Central derrotó 5-1 a Tiro Federal por la primera fecha del Torneo Preparación. Su primer título con la escuadra de barrio Arroyito llegaría en la edición 1936 del mismo torneo de copa. Al año siguiente se hizo de los dos torneos de la temporada: el Torneo Molinas (certamen de liga) y el Torneo Hermenegildo Ivancich (campeonato de copa). Conformó la línea media junto al tucumano Alberto Espeche y Rafael Luongo. En 1938, en la última temporada del club antes de ingresar a los torneos de liga de AFA, repitió el título del Molinas, esta vez acompañado de un joven Alfredo Fógel en lugar de Espeche. Dejó Rosario Central al finalizar ese año, tras haber jugado 63 partidos y marcado 4 goles para el canalla.
Durante 1939 jugó en Rampla Juniors de Uruguay.
El apodo de Loro fue replicado en su sobrino nieto, el también futbolista de Central José Luis Gaitán, quien jugara en el club de Arroyito entre fines de la década de 1970 y principios de la de 1980.

## Clubes
| Club                      | País      | Año       |
| ------------------------- | --------- | --------- |
| Provincial (Rosario)      | Argentina | 1931-1933 |
| Central Córdoba (Rosario) | Argentina | 1934      |
| Provincial (Rosario)      | Argentina | 1934      |
| Rosario Central           | Argentina | 1935-1938 |
| Rampla Juniors            | Uruguay   | 1939      |

## Palmarés

### Torneos nacionales oficiales
| Equipo                    | País      | Título             | Año  |
| ------------------------- | --------- | ------------------ | ---- |
| Central Córdoba (Rosario) | Argentina | Copa Beccar Varela | 1933 |

### Torneos regionales oficiales
| Equipo          | País      | Título             | Año  |
| --------------- | --------- | ------------------ | ---- |
| Rosario Central | Argentina | Torneo Preparación | 1936 |
| Rosario Central | Argentina | Torneo Molinas     | 1937 |
| Rosario Central | Argentina | Torneo Ivancich    | 1937 |
| Rosario Central | Argentina | Torneo Molinas     | 1938 |